# Vouga
Il fiume Vouga è un fiume del centro del Portogallo.

## Corso del fiume
Nasce in Serra da Lapa, propriamente dalla Fontana di Lapa ad un'altitudine di 864 m s.l.m.; attraversa diversi comuni e freguesia che hanno il loro toponimo intimamente legato al fiume come Pessegueiro do Vouga, Sernada do Vouga, Sever do Vouga, Macinhata do Vouga.

Dopo aver superato la freguesia di Cacia (Aveiro), le sue acque si suddividono in numerosi canali in un terreno basso e paludoso dando inizio alla formazione della laguna di Aveiro.

Il suo percorso, fatto da est a ovest, ha una lunghezza di 148 km.
Il suo bacino idrografico, considerando anche quelli dei fiumi direttamente affluenti nella laguna di Aveiro, è di 3635 km².

## Affluenti principali
- Fiume Agueda
- Fiume Sul
- Fiume Caima
- Fiume Mau